# Leo Hogenboom
Leo Hogenboom (Volendam, 27 juli 1951) is een Nederlands acteur. Hij speelde in diverse films en series, waaronder Advocaat van de hanen, ZOOP en De bende van Sjako.

## Levensloop
Hoogenboom maakte zijn acteerdebuut in december 1980 in de Vlaamse speelfilm Vrijdag. Hierna speelde hij door de jaren heen mee in verschillende films, waaronder De trein van zes uur tien, Kapitein Rob en het geheim van professor Lupardi en Kankerlijers. Daarnaast ging hij vanaf 1995 ook acteren in korte films, waaronder Rob & Janet en Waan.
Dertien jaar na zijn filmdebuut maakte hij op 20 april 1993 zijn debuut als televisie-acteur in de NPS-serie Recht voor z'n Raab. In de jaren die volgden speelde Hoogenboom diverse rollen in meerdere televisieseries, waaronder Oppassen!!!, Blauw blauw en Goede tijden, slechte tijden.

## Filmografie

### Film
- 1980: Vrijdag
- 1995: De Tasjesdief, als art ziekenhuis
- 1995: Antonia, als pastoor
- 1995: Rob & Janet
- 1996: Advocaat van de hanen, als hoofdcommissaris van politie
- 1996: Marrakech
- 1998: De man met de hond, als man in fotozaak
- 1998: Fl. 19,99, als ober
- 1999: De trein van zes uur tien, als meneer Dankmeijer
- 1999: Waan, als winkelier
- 1999: Kruimeltje, als dokter
- 2001: Îles flottantes, als ARBO-man
- 2001: Ik ook van jou, als vader van Erik
- 2002: Pietje Bell, als aandeelhouder
- 2006: Afblijven, als rector
- 2007: Kapitein Rob en het geheim van professor Lupardi, als eindredacteur
- 2014: Kankerlijers, als senior kinderarts
- 2018: Op tijd, als Willem
- 2019: De stilste man van de buurt, als Berend

### Televisie
- 1993: Recht voor z'n Raab
- 1994: De Sylvia Millecam Show, als Herman Hooghout
- 1994: Oppassen!!!, als Wouter Levenbach
- 1994: De laatste carrière, als Erik van Houwelingen
- 1995: De buurtsuper
- 1996: Baantjer, als notaris Vellinga
- 1996-1997: Onderweg naar morgen, als dokter Versteege / dokter Jensen
- 1998: Combat, als arts van Rooyen
- 1999: Blauw blauw, als Jansma
- 2000, 2003: Goede tijden, slechte tijden als rechercheur / Wim Prins
- 2004: ZOOP, als meneer Bosboom
- 2006: Shouf Shouf!
- 2006: Juliana, als minister
- 2007: De Club van Sinterklaas, als butler Hector
- 2010-2011: De bende van Sjako, als Gideon
- 2013: Het imperium, als dr. Frangelico
- 2016: Centraal Medisch Centrum, als raad van bestuur